# Lauria (Basilikata)
Lauria ist eine süditalienische Gemeinde (comune) mit 11.771 Einwohnern (Stand 31. Dezember 2023) in der Provinz Potenza in der Basilikata. Die Gemeinde grenzt an die kalabrische Provinz Cosenza. Es ist historisch die größte Stadt im südwestlichen Lukanien. Es ist eine malerische mittelalterliche Stadt, typisch mediterran. Berühmteste Persönlichkeit von Lauria ist der legendäre Roger von Lauria, ein außergewöhnlicher mittelalterlicher Admiral, der in Valencia starb und dem in Spanien viele Straßen gewidmet sind, unter anderem in Valencia und Barcelona.

## Geschichte
Der Ort wurde vermutlich im 10. Jahrhundert in der Nähe des Heiligtums der Madonna dell’Armo gegründet. Die Festungsanlage des Ortes wurde von den Sarazenen errichtet. Im 12. Jahrhundert war Lauria Sitz eines normannischen Lehnsherrn namens Gibel von Lauria und seines Sohnes Richard von Lauria.
1806 wurde die Stadt durch französische Soldaten des Generals André Masséna zerstört und die Einwohner getötet, weil sie die Bourbonen unterstützt hatten.

## Verkehr
Lauria liegt an der Strada Statale 19. Durch das Gemeindegebiet führt ferner die Autostrada A2 von Salerno nach Reggio di Calabria. Seit 1978 besteht keine Verbindung mehr an das Bahnnetz. Früher wurde der Bahnhof von Zügen der Strecke Lagonegro–Spezzano Albanese bedient.

## Persönlichkeiten

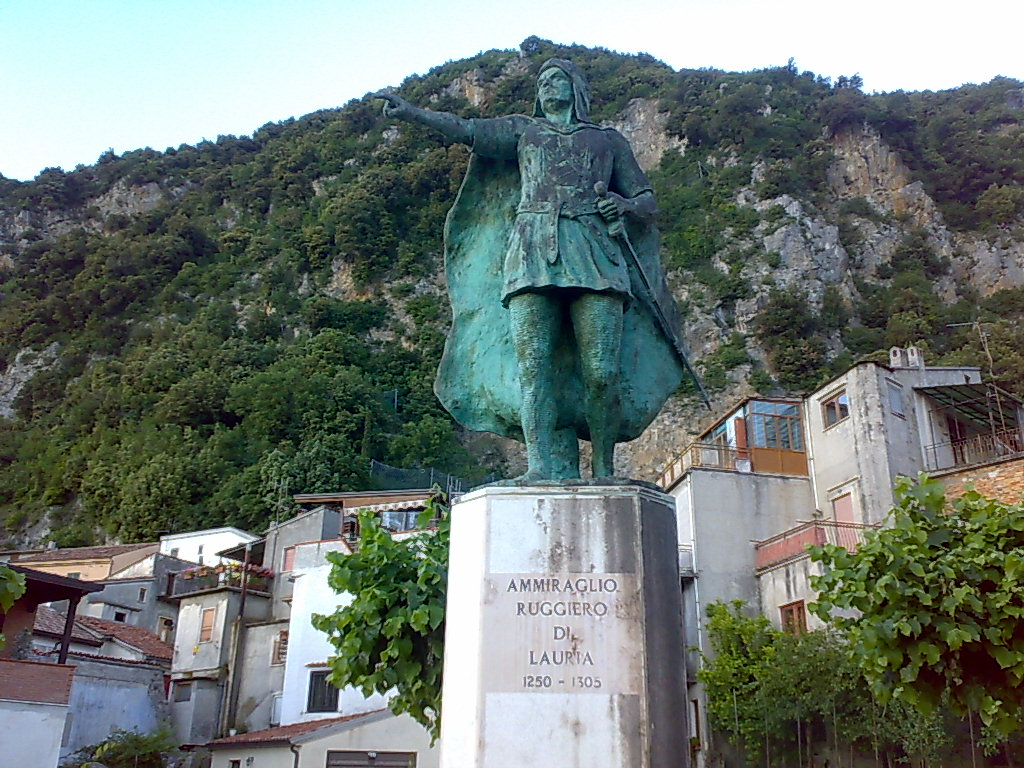
Denkmal für Ruggiero di Lauria in Lauria

- Ruggiero di Lauria (1250–1305), Admiral im Dienst der Krone von Aragonien
- Lorenzo Brancati (1612–1693), Kardinal
- Enrico Granafei (* 1952), Jazzmusiker
- Gianni Pittella (* 1958), war Mitglied des Europäischen Parlaments und ist Mitglied des italienischen Senats